# Videoclub

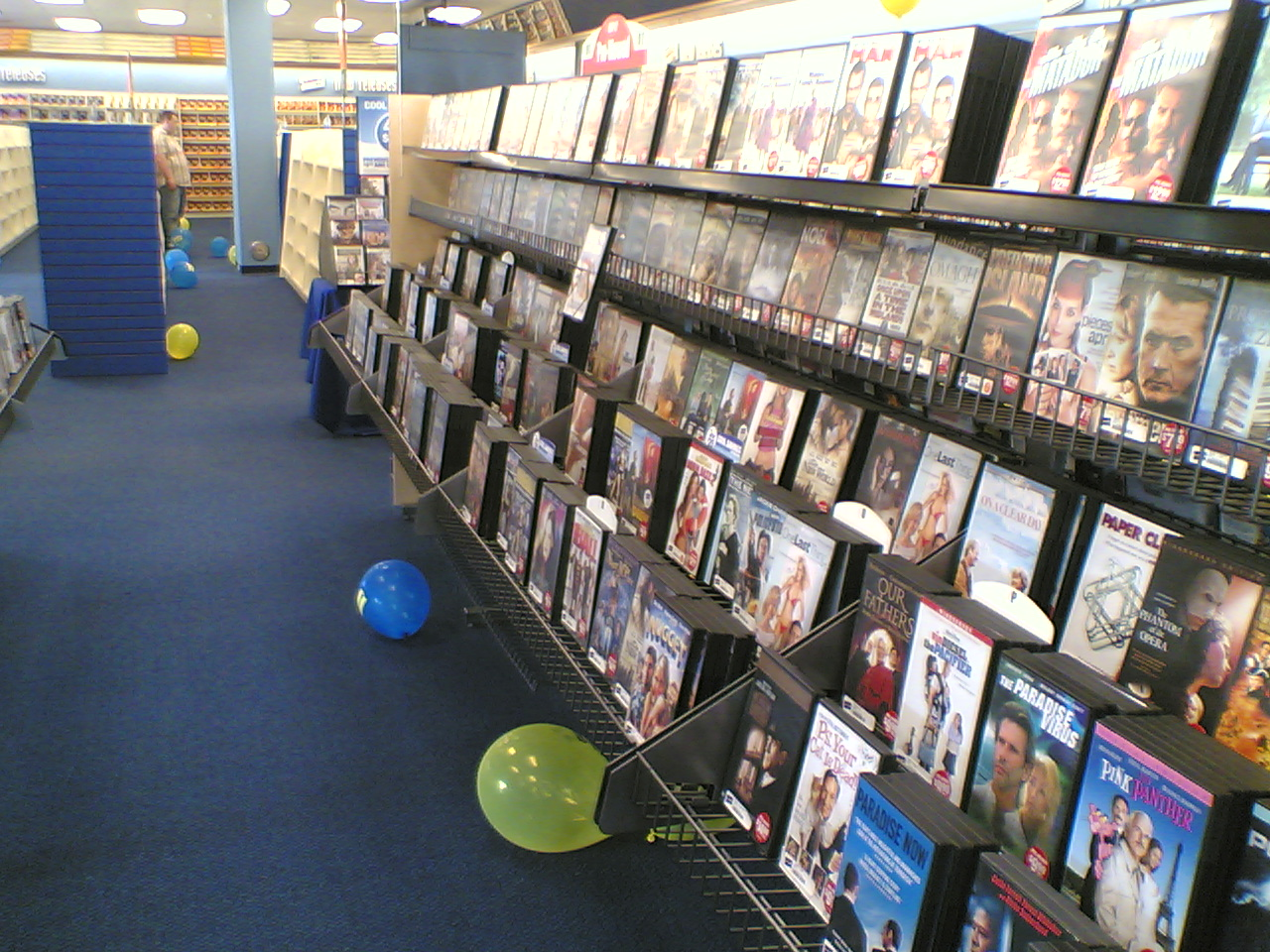
Ejemplo de un mostrador de películas de un videoclub, en 2006.

Un videoclub es un negocio que permite al usuario adquirir temporalmente un vídeo a cambio de un pequeño precio, proceso también conocido como alquiler. Normalmente antes de proporcionar el artículo, la tienda pide al cliente su información para cobrarle (tarjeta de crédito) y datos de identificación como el DNI para evitar fraudes y cobrar más si se atrasa el retorno del mismo. En el caso de los videoclubes por streaming como Netflix, no hay este problema de que no se devuelve el artículo, puesto que la gran ventaja es que no se trabaja con nada material.
En España no hay empresas que proporcionen este servicio, pero podemos ver algunas como Blockbuster, Filmamora, Cineclick, Filmotech, Filmin, Wuaki que sí que lo hacen. Algunas empresas que ofrecen alquiler en línea son Netflix, ehit, Lovefilm y otras.

## Organización física
Normalmente en los establecimientos físicos, las películas están expuestas por temáticas, separadas cada una en un pasillo o una estantería diferente. Para evitar robos, sólo se expone la caja sin el videodisco dentro, éste sólo se da cuando se alquila la película. El alquiler de una película puede durar dependiendo del establecimiento de un videoclub, si se agota el tiempo de alquiler, tiene que devolverlo a su establecimiento, si no, el cliente tendría que pagar una multa si la película sufre algún tipo de daño o si se llegara a extraviar la película o si se ha sobrepasado su fecha límite de alquiler.

## Organización digital
En plataformas de streaming, se exhiben las películas digitalmente, además de eso se puede ver la previsualización de la película, es decir, se muestra un pequeño clip de una película o se muestra un tráiler de la misma película, también hay secciones de géneros cinematográficos y de estudios, en este caso se puede tomar una decisión si se puede comprar o alquilar una película, si se compra una película, la persona se quedaría con la película permanentemente en su biblioteca y si se alquila solo se quedaría por un lapso de tiempo, dependiendo por el servicio y al transcurrir el tiempo de alquiler del servicio, se retira automáticamente de la biblioteca.

## Funcionamiento
La mayoría de las empresas operan siguiendo el siguiente modelo:
- El cliente se une al servicio de alquiler y busca en la lista de títulos disponibles los títulos que desea ver.
- La empresa proporciona el título al cliente (ya sea físicamente o digitalmente).
- El cliente ve las películas.
- Se acaba el plazo para ver la película y el cliente la tiene que devolver (físicamente) o bien se bloquea sola, es decir se retira automáticamente de la biblioteca de películas (digitalmente).

Existen algunas variaciones, por ejemplo, algunas compañías también ofrecen alquiler de videojuegos y/o música.
La mayoría de las empresas permiten a los clientes tener las películas todo el tiempo que quieran, pero, limitando el número de préstamos que se pueden tener a la vez. Normalmente las empresas proporcionan varios planes para escoger el que mejor se adapte a los gustos del cliente.

## Tipo de planes
Existen varios tipos básicos de planes de alquiler y según las empresas estos pueden variar ligeramente.

### Periodo de almacenamiento
Este plan da la posibilidad de descargar una película al disco duro propio para verla cuando se desee con un máximo de 30 días. Cuando se empieza a ver la película, se dispone de 24 horas para reproducirla las veces que se desee. Una vez finalizado este período, el título ya no es accesible.

### Ilimitado
Estos planes no tienen ningún máximo en el número de películas que se pueden alquilar, aunque hay un límite en el número de películas que se pueden tener a la vez (cuanto más alto sea este límite, más cara será la cuota mensual). Netflix y Blockbuster ofrecen este tipo de planes.

### Limitado
Estos planes tienen un límite en el número de discos que los usuarios pueden tener alquilados simultáneamente y también un máximo del total de discos que se pueden alquilar durante el periodo de facturación (generalmente un mes). Estos planes son generalmente más baratos que los planes ilimitados.

### Paquete
En lugar de enviar individualmente cada película, se envían paquetes de discos. Esta opción hace que sea más rentable cada película alquilada.

### Alquiler individual
Este plan permite al cliente alquilar una película cuando quiera sin necesidad de mensualidades, por un precio fijo por título alquilado dependiendo de las horas que se tiene alquilado.

## Videoclub a medida

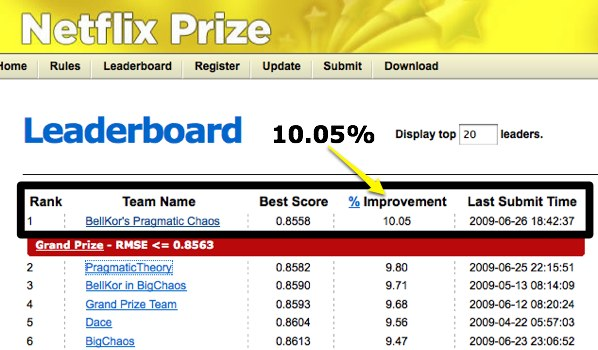
Ejemplo de un ganador del concurso de algoritmos.

Actualmente, y gracias a las nuevas tecnologías, se pueden hacer videoclubes "inteligentes" que recomiendan películas según los gustos personales. Para llevar a término esto se necesitan algoritmos de aprendizaje para que la máquina pueda hacer el trabajo de un humano y procesar qué película le gustará más que otra a cada persona. Este proceso se basa generalmente en criterios como valoraciones del usuario sobre la película o qué géneros son los que más ve cada usuario.
Para conseguir algoritmos que trabajen mejor hay concursos anuales en los cuales todo el mundo presenta sus algoritmos, y se decide un ganador siguiendo unos criterios preestablecidos. Una empresa que lo organiza mundialmente es Netflix, que cada año da de premio un millón de dólares al ganador.

### Aprendizaje de los gustos
Hay dos maneras de recopilar datos para la creación de un perfil de usuario, las formas explícitas y las formas implícitas.
Ejemplos de recogida de datos explícitamente:
- Pedir a un usuario que vote una película.
- Pedir a un usuario que clasifique una colección de artículos de preferido a menos preferido.
- Enseñar dos películas al usuario y que escoja la que prefiere.
- Pedir al usuario que cree una lista de películas que le gustan.

Ejemplos de la recogida de datos implícitamente:
- Observar qué películas mira en la tienda en línea (no hace falta que las alquile, con sólo que se interese).
- Analizar temáticas u horas de gran audiencia entre los usuarios.
- Mantener un seguimiento de los elementos que el usuario compra.
- Analizar la red social del usuario y descubrir gustos del usuario.

El sistema de recomendación recoge, analiza y compara los datos obtenidos y calcula una lista de elementos recomendados para el usuario.
Adomavicius proporciona una visión general de sus sistemas de recomendación. Herlocker ofrece una visión general de sus técnicas de evaluación de los sistemas de recomendación.
Los sistemas de recomendación son una alternativa muy útil a los algoritmos de búsqueda, puesto que los usuarios reciben sólo los elementos que les pueden interesar, y que quizás, dentro de una lista más general no hubieran visto.